# Sonia von Schrebler

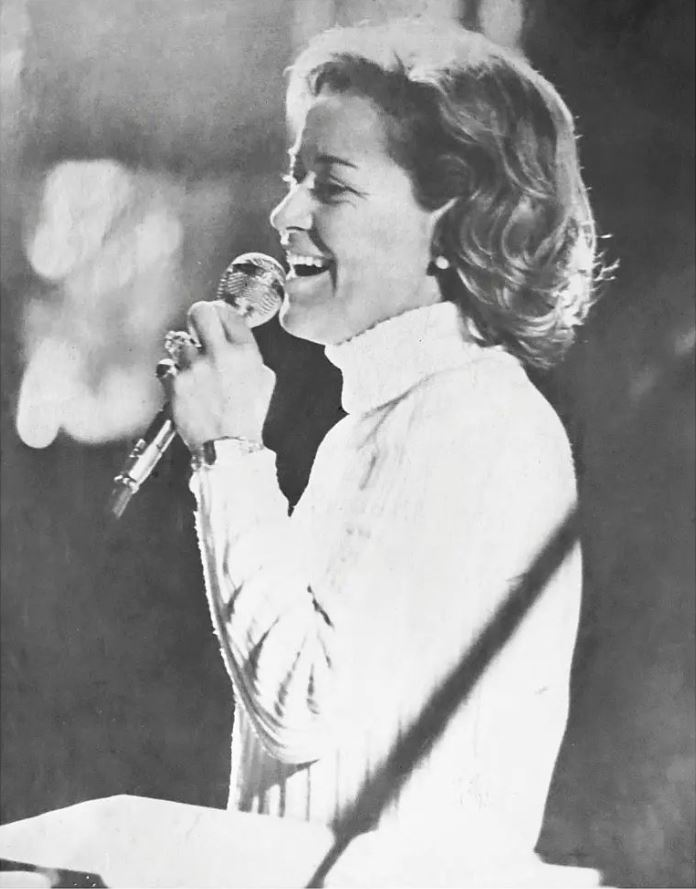
Sonia von Schrebler (1970)

Sonia von Schrebler (* 9. April 1929 in Santiago de Chile; † 14. September 2018) war eine chilenische Sängerin, die vor allem mit ihrer Schwester Myriam von Schrebler als Duo Sonia y Myriam bekannt wurde.

## Leben und Wirken
Die Töchter der Sängerin Cora Santa Cruz begannen ihre Karriere als Gesangsduo im Alter von elf bzw. zehn Jahren 1941 bei Radio Carrera. Im nächsten Jahre entstanden ihre ersten Plattenaufnahmen. Sie traten als
Duo bis 1950 und dann von 1957 bis 1964 auf und unternahmen Konzertreisen u. a. durch Chile, Argentinien, Brasilien, Kuba, Mexiko, Venezuela und die USA.
Nach der Trennung des Duos ging Sonia nach Mexiko, wo sie eine Solokarriere unter dem Namen Sonia la única startete. 1980 gründete sie mit ihrer Schwester in Santiago das Plattenlabel SyM, bei dem
unter der Diktatur Pinochets Aufnahmen von Musikern wie Hugo Moraga, Eduardo Gatti, Gloria Simonetti, Óscar Andrade und Miguel Piñera und eine Reihe eigener Aufnahmen der
Lieder Violeta Parras erschien. 2001 wurden die Schwestern als Figuras Fundamentales de la Música Chilena ausgezeichnet. 2003 gaben sie ihr letztes gemeinsames Konzert im Städtischen Theater von Viña del
Mar mit dem Orchester von Juan Azúa.